# Kneecap (фильм)
«Kneecap» (рус. Ника́п; с англ. — «Коленная чашечка») — ирландо-британский комедийный драматический полуавтобиографический фильм 2024 года Рича Пеппиатта по его же сценарию. Фильм рассказывает о становлении Kneecap, ирландоязычной хип-хоп-группы из Белфаста.
Фильм получил приз зрительских симпатий на кинофестивале «Сандэнс». На Премии британского независимого кино получил приз за «Лучший фильм». На премии BAFTA Рич Пеппиатт получил приз за «Лучший дебют».

## Сюжет
Лиам (Мо Хара) и Нише (Могли Бап) живут в квартале Гэлтахт в западном Белфасте. Они уже принадлежат к «поколению прекращения огня». Любовь к ирландскому языку мальчикам привил Арло, отец Нише. Арло сторонник идей ирландского республиканизма и принимал участие в насильственных акциях против британской власти. Позже он инсценировал свою смерть и ушёл в подполье. Британские власти допускают, что он может быть жив, поэтому продолжают наблюдать за его семьёй. У мамы Нише Долорес на этой почве обострились психические проблемы. Она ведёт затворнический образ жизни и много лет не покидает квартиру.
Однажды Лиам и Нише, будучи на вечеринке, попадают под полицейский рейд. Нише удаётся сбежать, а Лиама забирают в полицию. Там он заявляет, что не говорит по-английски. Полиция обращается к активистке за сохранение ирландского языка Кейтлин с просьбой побыть переводчиком. Та отправляет своего парня Джей-Джея, учителя музыки. Детектив Эллис требует от Джей-Джея перевести некий текст из конфискованного блокнота Лиама. Тот замечает, что это интересные рэп-тексты на ирландском языке. Попутно он обнаруживает в блокноте экстази. Он помогает Лиаму избежать обвинений и прячет его блокнот.
У себя в гараже Джей-Джей подбирает музыку для стихов Лиама. Затем он убеждает Лиама и Нише сделать запись, мотивируя их тем, что модная музыка на ирландском языке может привлечь к нему внимание молодёжи. Ребята записываются в гараже Джей-Джея. Свою хип-хоп-группу они называют Kneecap («Коленная чашечка»). Во время Смуты сторонники ирландского республиканизма могли в качестве наказания прострелить коленную чашечку человеку, который, например, был уличён в торговле наркотиками.
Kneecap договариваются о концерте в небольшом баре. Джей-Джей выходит на сцену под псевдонимом DJ Прови в балаклаве в цветах ирландского флага, боясь, что его узнает кто-то из школы. Участие в группе он скрывает и от Кейтлин, которая принимает активное участие в кампании в поддержку закона об официальном статусе ирландского языка в Северной Ирландии. Хотя музыка группы также продвигает ирландский язык, тексты песен пропагандируют наркопотребление и насилие.
По мере того, как популярность Kneecap растёт, на них обращают внимание республиканцы-диссиденты из организации «Радикальные республиканцы против наркотиков» (РРПН). Они громят бар, в котором был концерт. Затем кто-то сжигает гараж Джей-Джея. К группе обращаются с радиостанции RTÉ Raidió na Gaeltachta, вещающей на ирландском языке, предлагая поставить их трек. Однако все записи группы сгорели при пожаре вместе со всем оборудованием. Джей-Джей ночью приводит Лиама и Нише в свой класс музыки в школе, где они записывают песню для радио. Джей-Джей отдаёт ребятам готовый трек и сообщает, что покидает группу.
Джей-Джея увольняют с работы из-за участия в группе Kneecap и использование своего рабочего места в нерабочее время не по назначению. От Джей-Джея уходит Кейтлин. Ему ничего не остаётся, как вернуться в группу. Песню Kneecap не ставят в эфир на радио, ссылаясь на провокационное содержимое. Это вызывает гнев у Долорес, мамы Нише. Она пересиливает себя и выходит из дома, обращаясь к старым знакомым с целью противостоять цензуре на радио. Поднявшаяся шумиха ещё больше привлекает внимание к группе.
На очередном концерте участники группы ставят аудиозапись на которой члены «Радикальных республиканцев против наркотиков» принуждают их работать наркоторговцами на РРПН. Присутствующие на концерте члены РРПН открывают стрельбу, начинается хаос. Лиама задерживает полиция, а Нише попадает в плен к РРПН. В полиции Лиама избивает Эллис, требуя, чтобы он перестал встречаться с её племянницей. Эллис протестантка и лоялистка. Также она признаётся, что это она сожгла гараж Джей-Джея.
Троица из РРПН собирается наказать Нише. Появляется Арло, который пользуется большим авторитетом у республиканцев. Он сообщает, что сам застрелит своего сына, но получив пистолет, простреливает коленные чашечки членам РРПН. Он говорит лидеру РРПН, что его подельники работают на англичан. Появившаяся полиция арестовывает Арло. Позже освобождают Лиама. Группа Kneecap продолжает концертную деятельность.

## В ролях
- Лиам (Мо Хара) — играет себя
- Нише (Могли Бап) — играет себя
- Джей-Джей (DJ Прови) — играет себя
- Джози Уокер[англ.] — детектив Эллис
- Фионнуала Флаэрти[англ.] — Кейтлин
- Джессика Рейнольдс[англ.] — Джорджия
- Адам Бест[англ.] — Дойл
- Симона Кирби[англ.] — Долорес
- Майкл Фассбендер — Арло

## Производство
Джек Тарлинг и Тревор Бирни продюсировали фильм через свои компании Mother Tongues и Fine Point Films. Рич Пеппиатт написал сценарий и выступил режиссёром фильма, несмотря на то, что сам не говорит по-ирландски. Для Пеппиатта фильм стал дебютом в качестве режиссёра полнометражного художественного фильма. Ранее он, например, снимал музыкальный клип на песню «Guilty Conscience» для Kneecap. Участники группы снялись в фильме в качестве самих себя. Для них эти съёмки также стали дебютом в кино. Они снимались вместе с опытными ирландскими актёрами, такими как Майкл Фассбендер, Джози Уокер и Симона Кирби. Основные съёмки завершились в мае 2023 года.

## Выпуск и приём
Премьера фильма состоялась 18 января 2024 года в рамках кинофестиваля «Сандэнс». Sony Pictures Classics приобрели права на распространение фильма. В кинотеатрах США фильм вышел 2 августа. В широкий прокат в Ирландии и Северной Ирландии фильм вышел 8 августа. 23 августа фильм вышел на остальной территории Великобритании.
На «Сандэнсе» фильм получил приз зрительских симпатий (NEXT Audience Award). Фильм получил множество наград на Премии британского независимого кино, в том числе за «Лучший фильм». На премии BAFTA Рич Пеппиатт получил приз за «Лучший дебют» в качестве режиссёра и сценариста. На Премии Лондонской ассоциации кинокритиков Пеппиатт получил приз как режиссёр года. Фильм был отобран Ирландской академией кино и телевидения представлять Ирландию на 97-й премии «Оскар» в номинации «Лучший фильм на иностранном языке».
На Rotten Tomatoes рейтинг свежести фильма составляет 96 % на основе 137 отзывов. На Metacritic у фильма 76 баллов из 100 на основе мнения 33 критиков.